# Виккенхаузер, Рихард
Рихард Виккенхаузер (нем. Richard Wickenhauser; 7 февраля 1867, Брюнн — 1 июля 1936, Вена) — австрийский дирижёр, композитор и музыкальный педагог.

## Биография
Сын учителя музыки Эрнста Виккенхаузера (1821—1888) и его жены Амалии Неруда, пианистки, сестры Вильгельмины, Алоиса и Франца Ксавера Неруда. Учился в городской музыкальной школе у Отто Кицлера. С 1887 года преподавал фортепиано и орган в своём родном городе. В 1890—1893 годах продолжил обучение в Лейпцигской консерватории у Саломона Ядассона и Оскара Пауля. Брал также уроки у Роберта Фукса.
С 1895 года дирижировал различными певческими обществами (в том числе хором Технического университета) и любительским оркестром. В 1903—1907 годах — директор Музыкального общества Штирии, руководитель городского оркестра в Граце; под управлением Виккенхаузера в 1904 году была исполнена премьера Итальянской серенады Хуго Вольфа. В 1907—1911 гг. возглавлял Венскую певческую академию, затем преподавал в Венской учительской семинарии. Одновременно до 1924 года дирижировал различными коллективами в Брно.
Виккенхаузеру принадлежат преимущественно хоровые сочинения, в том числе около 200 переложений народных песен для мужского хора. Он также написал ряд оркестровых сочинений, камерные, вокальные, фортепианные и органные произведения.